# Enrique Hervada
Enrique Hervada García-Sampedro, nascut a La Corunya el 1883 i mort a la mateixa ciutat el 4 d'abril de 1953, va ser un destacat metge gallec.

## Biografia

### Formació
Va estudiar Medicina a la Universitat de Santiago de Compostel·la, llicenciant-se el 1905 i doctorant-se a Madrid el 1906, després de la presentació d'una tesi titulada "La sífilis ignorada". Va ser professor ajudant de la Facultat de Medicina de Santiago i va ampliar estudis a París, on va seguir cursos d'Otorrinolaringologia amb el Dr. Castex, de Clínica Mèdica amb el professor Dieulafoy i de malalties cutànies. Va ajudar el professor hispà-cubà Joaquín Albarrán, catedràtic de Vies Urinàries a la Facultat de Medicina de París des de 1906, un gran especialista en clínica urològica, que fou el primer a utilitzar en la cirurgia ordinària els diferents procediments d'exploració funcional renal, creant interessants tècniques, com el cateterisme citoscòpic dels urèters.

### Exercici de la Medicina a La Corunya

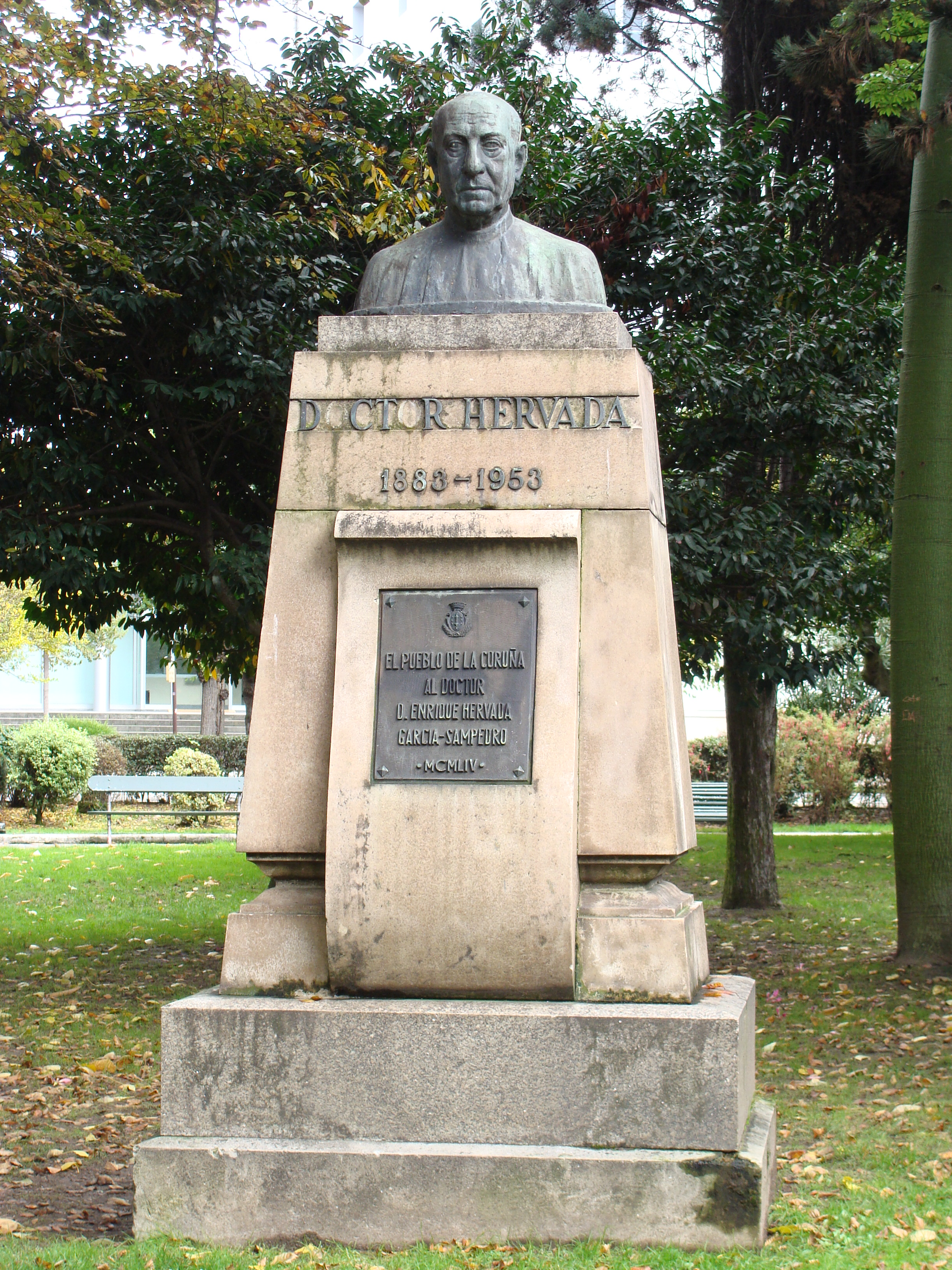
Jardins de Méndez Núñez.

El 1910 va obrir consulta a la Corunya. Va ser un metge molt reconegut, que va fundar una societat assistencial i va treballar perquè la gent sense recursos pogués rebre assistència. Atenia gratuïtament al dispensari antituberculós del carrer del Sol de la Corunya i al Sanatori d'Oza. La seva vàlua com a metge i la seva amabilitat amb els pacients van provocar que la seva consulta fos una de les més concorregudes de la ciutat, sent el primer metge de La Corunya que va usar rajos X.
Com a professional de la medicina es va caracteritzar per la seva capacitat per al diagnòstic i la seva generositat amb els malalts, als quals no els cobrava si no disposaven de mitjans econòmics. En haver-se familiaritzat a París amb els procediments mèdics més moderns va ser el primer a utilitzar el salvarsan a La Corunya, a practicar el pneumotòrax i en l'aplicació de les sals d'or en el tractament de la tuberculosi.
Va exercir de professor a la Universitat Popular de La Corunya. Va ser membre de diverses societats científiques i President del Cercle d'Artesans. Va col·laborar a La Calle i va publicar més de cent treballs mèdics.
Quan va morir, el 1953, i malgrat que les autoritats municipals ho prohibien, els ciutadans van portar el seu fèretre a coll des del seu domicili fins al cementiri. Milers de corunyesos van acompanyar al doctor Hervada fins al cementiri de San Amaro, en un dels sepelis més concorreguts en la història de la ciutat.

### Implicació social i política
Ideològicament va ser liberal i republicà. Quan el 14 d'abril de 1931 es va proclamar la Segona República, els republicans de la Corunya li van encarregar que es posés al capdavant de la multitudinària i festiva celebració. El doctor Hervada va anar a buscar a la Banda de Música de l'Hospicio, dirigida per Del Prado. Al so de la Marsellesa van recórrer mitja ciutat fins a arribar a la Plaça de María Pita, on Hervada, pujat a un camió, va parlar i va donar per finalitzat l'acte.

## El Doctor Hervada i La Universitat Popular
El Doctor Hervada va exercir de professor de la Universitat Popular de La Corunya, una institució educativa singular, fundada el 1906 i promoguda per intel·lectuals de la Corunya, com el metge Rodríguez i Rafael Roda Jiménez, director de La Voz de Galicia, que defensaven la millora de l'educació popular. En ella va col·laborar la generació de polítics, professionals i intel·lectuals de la Corunya que, com Hervada, van néixer en la dècada de 1880: Enrique Hervada (1883-1953), Manuel Monteagudo (1883-1979), Gerardo Abad Conde (1881-1936), Joaquín Martín Martínez (1878-1936), Ángel del Castillo (1886-1961), Fernando Martínez Morás (1885-1937), Santiago Casares Quiroga (1884-1950), Manuel Durán García (1882-1934), Arturo Senra, Sergio Andión, Enrique Álvarez López, Cayetano Martínez, Mario Ruiz de Baro, Gervasio Iglesias, Juan Beltrán Muiños, Benito Virgilio Anguiano, Francisco Añino, Ignacio Loureda, Alberto Insúa (1883-1963), Wenceslao Fernández Flórez (1885-1964) i Ramón María Tenreiro (1879-1938.).

## Producció científica
La producció científica del Doctor Hervada comença amb la seva tesi "La sífilis ignorada" (1906), publicada el 1915, en la qual estudia diversos casos de difícil interpretació clínica de la sífilis ignorada i latent. També va dedicar especial interès a l'estudi de la tuberculosi, publicant l'obra "La lucha antituberculosa en Galicia", el 1923. Sobre el mateix tema va publicar altres treballs, com "Herida de pulmón y tuberculosis pulmonar", editat el 1926 en col·laboració amb García Ramos, i "Estigmas somáticos de origen tuberculoso", el 1931.
També és autor del llibre "Recetario farmacológico", escrit el 1922 en col·laboració amb Ismael Vida. A més, va publicar nombrosos articles en revistes professionals, com Siglo Médico, España Médica, Archivos Españoles de Tisiología, la Revista General de Medicina y Cirurgía, Galicia Médica, Boletín del Dispensario Antituberculoso, Galicia Clínica i la Revista Médica Gallega, entre d'altres.

## Reconeixements

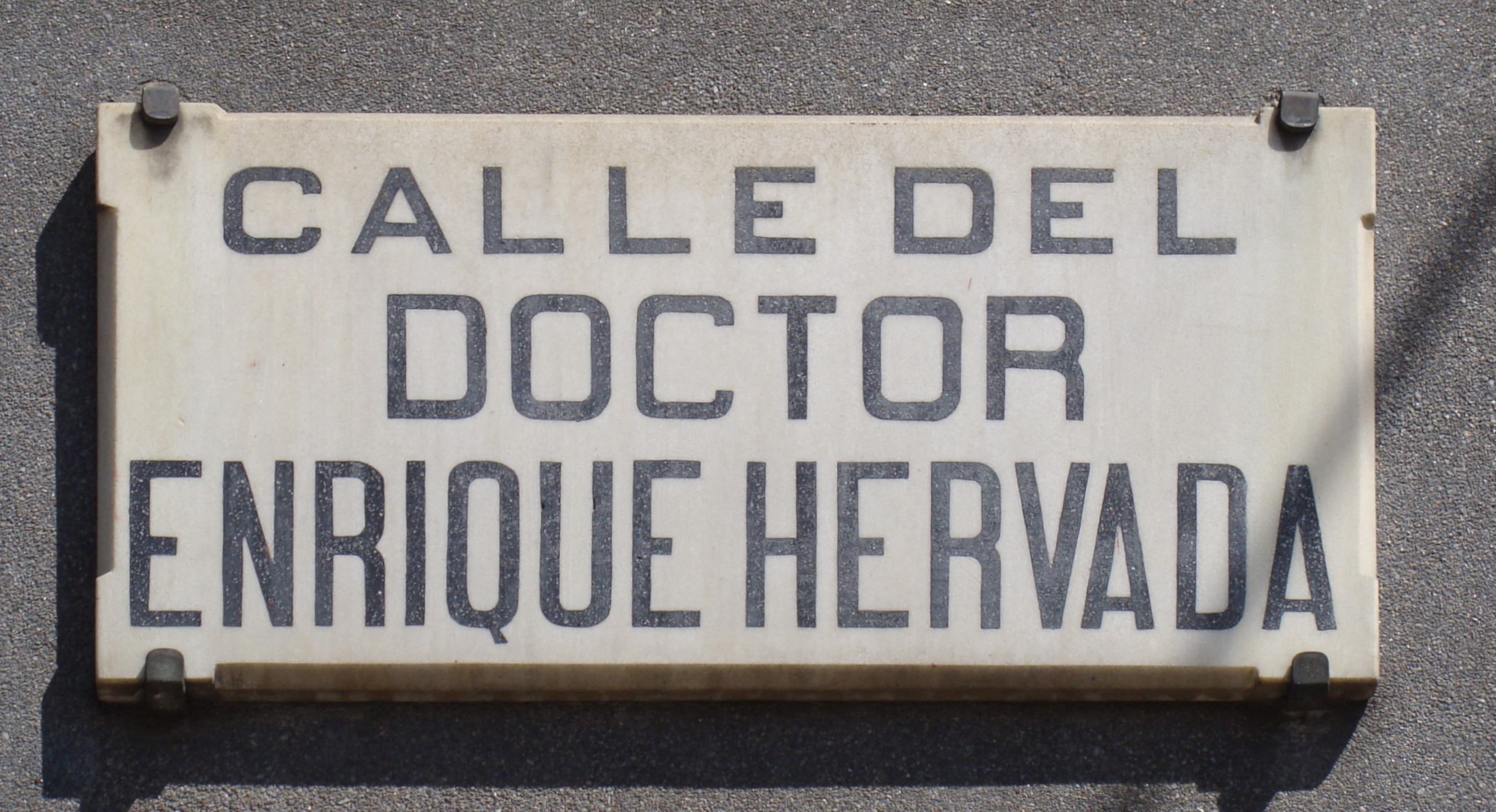
Placa del carrer.

L'Ajuntament de La Corunya li va dedicar un carrer al barri de Cuatro Caminos i va erigir un monument al seu record en els Jardins de Méndez Núñez.
Va ser soci fundador de l'Associació Espanyola d'Urologia, corresponent de la Societat Espanyola de Dermatologia i Sifiliografía, corresponent de la Société Française de Dermatologie et de Syphilographie i President d'Honor del Col·legi de Practicants de La Corunya.
Manuel Sánchez Salorio el va defínir com un metge desinteressat, humanista, popular i íntegre. Més que un metge, era un símbol. Salorio va tenir l'oportunitat, a mitjan 1948, de veure com practicava la medicina, ja que la primera vegada que va assistir a una consulta mèdica va ser a una visita de Hervada. Explica d'ell que tenia sempre la ironia als llavis, i la generositat il·limitada i que, contra el que era comú entre altres metges de la ciutat d'aquesta època, sabia molta medicina.